# Sporadarchis galactombra
Sporadarchis galactombra är en fjärilsart som beskrevs av Edward Meyrick 1935. Sporadarchis galactombra ingår i släktet Sporadarchis och familjen spinnmalar. Inga underarter finns listade i Catalogue of Life.